# Nathan O’Nabigon
Nathan O’Nabigon (né le 9 mai 1983 à Longlac, dans la province de l’Ontario au Canada) est un joueur professionnel canadien de hockey sur glace.

## Carrière de joueur
Après avoir commencé sa carrière dans la Ligue de hockey de l'Ontario avec les Whalers de Plymouth, il est échangé aux IceDogs de Mississauga et aux Rangers de Kitchener.
Entre 2004 et 2008, il évolue au hockey universitaire canadien avec les Reds de l'Université du Nouveau-Brunswick.
À l’automne 2008, il commence sa carrière professionnelle avec le Rage de Rocky Mountain de la Ligue centrale de hockey.
Il passe ensuite une saison avec les Americans d'Allen, puis il porte les couleurs des Mavericks du Missouri et des Sundogs de l'Arizona.
Le 5 septembre 2012, il signe un contrat à titre d’agent libre avec les 3L de Rivière-du-Loup de la Ligue nord-américaine de hockey. Il dispute également quelques matchs avec les Alpines de Tracadie de la Ligue de hockey sénior Nord-Est.

## Statistiques
| Saison    | Équipe                                    | Ligue          |    | Saison régulière | Saison régulière | Saison régulière | Saison régulière | Saison régulière |    | Séries éliminatoires | Séries éliminatoires | Séries éliminatoires | Séries éliminatoires | Séries éliminatoires |
| Saison    | Équipe                                    | Ligue          | PJ | B                | A                | Pts              | Pun              | PJ               | B  | A                    | Pts                  | Pun                  |                      |                      |
| 2000-2001 | Whalers de Plymouth                       | LHO            | 29 | 5                | 3                | 8                | 21               | -                | -  | -                    | -                    | -                    |                      |                      |
| 2000-2001 | IceDogs de Mississauga                    | LHO            | 35 | 8                | 8                | 16               | 33               | -                | -  | -                    | -                    | -                    |                      |                      |
| 2001-2002 | IceDogs de Mississauga                    | LHO            | 66 | 9                | 13               | 22               | 63               | -                | -  | -                    | -                    | -                    |                      |                      |
| 2002-2003 | IceDogs de Mississauga                    | LHO            | 14 | 2                | 1                | 3                | 24               | -                | -  | -                    | -                    | -                    |                      |                      |
| 2002-2003 | Rangers de Kitchener                      | LHO            | 51 | 20               | 23               | 43               | 49               | 21               | 10 | 8                    | 18                   | 21                   |                      |                      |
| 2003      | Rangers de Kitchener                      | Coupe Memorial | -  | -                | -                | -                | -                | 4                | 0  | 4                    | 4                    | 8                    |                      |                      |
| 2003-2004 | Rangers de Kitchener                      | LHO            | 68 | 31               | 20               | 51               | 58               | 5                | 1  | 4                    | 5                    | 8                    |                      |                      |
| 2004-2005 | Reds de l'Université du Nouveau-Brunswick | SIC            | 22 | 2                | 3                | 5                | 35               | 4                | 1  | 1                    | 2                    | 6                    |                      |                      |
| 2005-2006 | Reds de l'Université du Nouveau-Brunswick | SIC            | 28 | 6                | 6                | 12               | 55               | 8                | 1  | 2                    | 3                    | 12                   |                      |                      |
| 2006-2007 | Reds de l'Université du Nouveau-Brunswick | SIC            | 21 | 3                | 2                | 5                | 36               | 6                | 1  | 3                    | 4                    | 10                   |                      |                      |
| 2007-2008 | Reds de l'Université du Nouveau-Brunswick | SIC            | 23 | 5                | 5                | 10               | 22               | 5                | 2  | 1                    | 3                    | 4                    |                      |                      |
| 2008-2009 | Rage de Rocky Mountain                    | LCH            | 63 | 13               | 18               | 31               | 72               | 3                | 1  | 1                    | 2                    | 7                    |                      |                      |
| 2009-2010 | Americans d'Allen                         | LCH            | 55 | 15               | 11               | 26               | 48               | 20               | 1  | 4                    | 5                    | 13                   |                      |                      |
| 2010-2011 | Mavericks du Missouri                     | LCH            | 48 | 7                | 14               | 21               | 51               | 9                | 1  | 1                    | 2                    | 6                    |                      |                      |
| 2011-2012 | Mavericks du Missouri                     | LCH            | 18 | 2                | 6                | 8                | 38               | -                | -  | -                    | -                    | -                    |                      |                      |
| 2011-2012 | Sundogs de l'Arizona                      | LCH            | 32 | 3                | 7                | 10               | 25               | -                | -  | -                    | -                    | -                    |                      |                      |
| 2012-2013 | 3L de Rivière-du-Loup                     | LNAH           | 5  | 0                | 0                | 0                | 10               | 1                | 0  | 1                    | 1                    | 0                    |                      |                      |
| 2012-2013 | Alpines de Tracadie                       | LHSNE          | 8  | 4                | 2                | 6                | 15               | 9                | 8  | 3                    | 11                   | 11                   |                      |                      |

## Trophées et honneurs personnels
- Ligue de hockey de l'Ontario
  - 2002-2003 :  remporte le Trophée Hamilton Spectator, la Coupe J.-Ross-Robertson et la Coupe Memorial avec les Rangers de Kitchener.
- Sport interuniversitaire canadien
  - 2006-2007 : remporte le championnat des séries avec les Reds de l'Université du Nouveau-Brunswick.